# Daimler 250
O 2.5 V8/V8-250 é um automóvel que foi construído pela empresa Daimler Motor Company da Inglaterra, entre os anos de 1962 a 1969. Ele foi o último veículo da Daimler com motor Daimler de produção antes de a empresa ser adquirida pela Jaguar Cars em 1960.

## Imagens

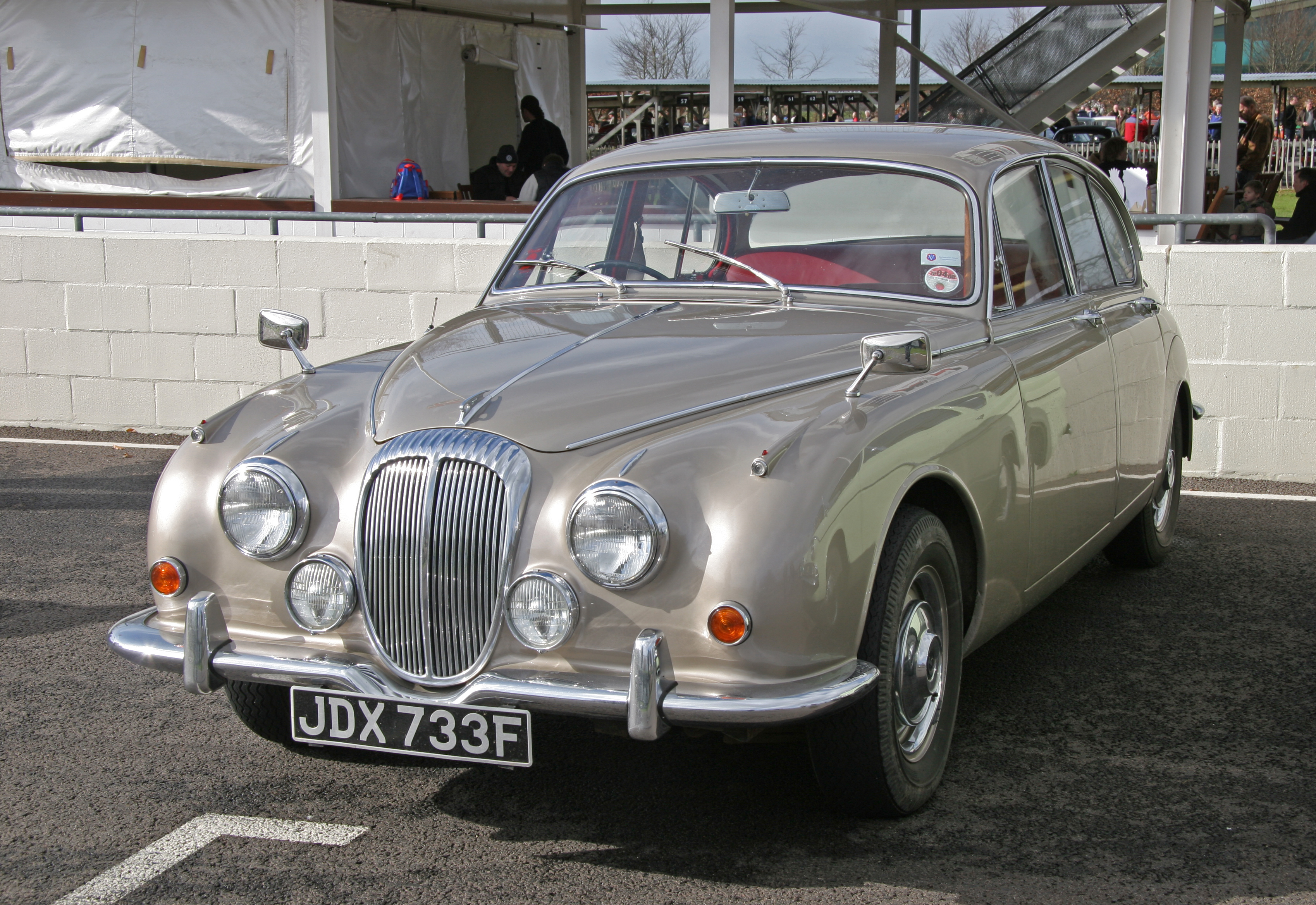
V8-250
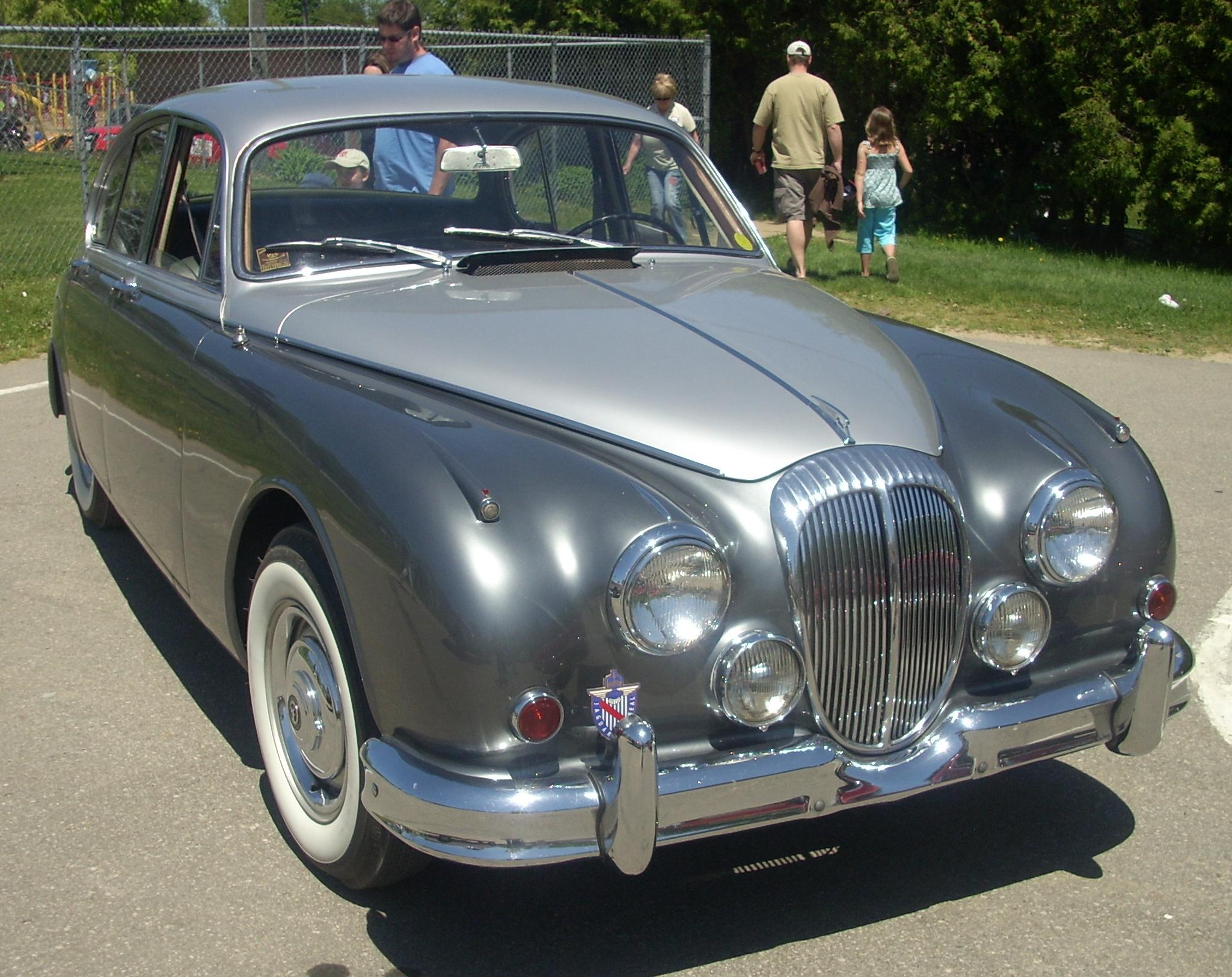
2.5 V8 (América do Norte)